# Circonscriptions écossaises de Westminster de 1885 à 1918
Le Redistribution of Seats Act 1885 a redéfini les limites des circonscriptions anglaises, écossaises et galloises de la Chambre des communes du Parlement du Royaume-Uni (à Westminster), et les nouvelles limites ont été utilisées pour la première fois lors des élections générales de 1885. Les limites des circonscriptions irlandaises n'ont pas été modifiées.
Les limites de 1885 ont également été utilisées lors des élections générales de 1886, 1892, 1895, 1900, 1906, janvier 1910 et décembre 1910.
En Écosse, à la suite de la législation, il y avait 32 circonscriptions de burgh, 37 circonscriptions de comté et deux circonscriptions universitaires. À l'exception de Dundee, qui était une circonscription à deux sièges, chaque circonscription écossaise représentait un siège pour un Membre du Parlement (MP). L'Écosse comptait donc 72 MPs.
La législation de 1885 a détaillé les changements de limites mais n'a pas détaillé les limites de toutes les circonscriptions. Pour une image complète des frontières en Écosse, il doit être lu conjointement avec la Representation of the People (Scotland) Act 1832 et sur la Representation of the People (Scotland) Act 1868.
En Écosse, les circonscriptions étaient nominalement liées aux comtés et burghs, mais les limites à des fins parlementaires n'étaient pas nécessairement celles à d'autres fins. En outre, les limites des comtés ont été modifiées par le Local Government (Scotland) Act 1889 et par une législation connexe ultérieure. Le Representation of the People Act 1918 à redéfini les limites des circonscriptions par rapport aux nouvelles limites des administrations locales, et ces nouvelles limites des circonscriptions ont été utilisées pour la première fois lors des élections générales de 1918.

## Circonscription de Burgh
| Burgh parlementaire           | Contenu nominal du burgh parlementaire | Circonscription                       |
| ----------------------------- | --- | ------------------------------------- |
| Aberdeen                      | Dans comté d'Aberdeen: burgh d'Aberdeen | Aberdeen North                        |
| Aberdeen                      | Dans comté d'Aberdeen: burgh d'Aberdeen | Aberdeen South                        |
| Ayr District de Burghs        | Dans le comté d'Ayr : burghs de Ayr et Irvine Dans le comté d'Argyll: burghs de Campbeltown, Inverary, et Oban | Ayr District of Burghs                |
| Dumfries District of Burghs   | Dans le comté de Dumfries: burghs d'Annan, Dumfries, Lochmaben et Sanquhar Dans le comté de Kirkcudbright: burgh de Kirkcudbright.                                                                                               | Dumfries District of Burghs           |
| Dundee                        | Dans le comté de Forfar: burgh de Dundee | Dundee élu deux MPs                   |
| Edinburgh                     | Dans le comté d'Edinburgh: burgh d'Edinburgh | Edinburgh Central                     |
| Edinburgh                     | Dans le comté d'Edinburgh: burgh d'Edinburgh | Edinburgh East                        |
| Edinburgh                     | Dans le comté d'Edinburgh: burgh d'Edinburgh | Edinburgh South                       |
| Edinburgh                     | Dans le comté d'Edinburgh: burgh d'Edinburgh | Edinburgh West                        |
| Elgin District of Burghs      | Dans le comté d'Elgin: burgh d'Elgin Dans le comté de Banff: burghs de Cullen et Banff Dans le comté d'Aberdeen: burghs de Inverurie, Kintore, et Peterhead                                                                      | Elgin District of Burghs              |
| Falkirk District of Burghs    | Dans le comté de Lanark: burghs d'Airdrie, Hamilton, et Lanark Dans le comté de Linlithgow: burgh de Linlithgow Dans le comté de Stirling: burgh de Falkirk                                                                      | Falkirk District of Burghs            |
| Glasgow                       | Dans le comté de Lanark: burgh de Glasgow | Glasgow Blackfriars and Hutchesontown |
| Glasgow                       | Dans le comté de Lanark: burgh de Glasgow | Glasgow Bridgeton                     |
| Glasgow                       | Dans le comté de Lanark: burgh de Glasgow | Glasgow Camlachie                     |
| Glasgow                       | Dans le comté de Lanark: burgh de Glasgow | Glasgow Central                       |
| Glasgow                       | Dans le comté de Lanark: burgh de Glasgow | Glasgow College                       |
| Glasgow                       | Dans le comté de Lanark: burgh de Glasgow | Glasgow St Rollox                     |
| Glasgow                       | Dans le comté de Lanark: burgh de Glasgow | Glasgow Tradeston                     |
| Govan                         | Dans le comté de Lanark: burgh de Govan | Govan                                 |
| Greenock                      | Dans le comté de Renfrew: burgh de Greenock | Greenock                              |
| Hawick District of Burghs     | Dans le comté de Roxburgh: burgh de Hawick Dans le comté de Selkirk burghs de Galashiels et Selkirk | Hawick District of Burghs             |
| Inverness District of Burghs  | Dans le comté d'Elgin: burgh de Forres Dans le comté d'Inverness: burgh d'Inverness Dans le comté de Nairn: burgh of Nairn Dans le comté de Ross: burgh de Fortrose                                                              | Inverness District of Burghs          |
| Kilmarnock District of Burghs | Dans le comté d'Ayr: burgh de Kilmarnock Dans le comté de Dumbarton: burgh de Dumbarton Dans le comté de Lanark: burgh de Rutherglen Dans le comté de Renfrew: burghs de Renfrew et Port Glasgow                                 | Kilmarnock District of Burghs         |
| Kirkcaldy District of Burghs  | Dans le comté de Fife: burghs de Burntisland, Dysart, Kinghorn et Kirkcaldy | Kirkcaldy District of Burghs          |
| Leith District of Burghs      | Dans le comté d'Edinburgh: burghs de Leith, Musselburgh, et Portobello | Leith District of Burghs              |
| Montrose District of Burghs   | Dans le comté de Forfar: burghs d'Arbroath, Brechin, Forfar, et Montrose Dans le comté de Kincardine: burgh d'Inverbervie | Montrose District of Burghs           |
| Paisley                       | Dans le comté de Renfrew: burgh de Paisley | Paisley                               |
| Partick                       | Dans le comté de Lanark: burgh de Partick | Partick                               |
| Perth                         | Dans le comté de Perth: burgh de Perth | Perth                                 |
| St Andrews District of Burghs | Dans le comté de Fife: burghs de St Andrews, Anstruther Easter, Anstruther Wester, Crail, Cupar, Kilrenny et Pittenweem | St Andrews District of Burghs         |
| Stirling District of Burghs   | Dans le comté de Fife: burghs de Dunfermline et Inverkeithing Dans le comté de Linlithgow: burgh de South Queensferry Dans le comté de Perth: burgh de Culross Dans le comté de Stirling: burgh de Stirling                      | Stirling District of Burghs           |
| Wick District of Burghs       | Dans le comté de Caithness: burgh de Wick Dans le comté de Cromarty: burgh de Cromarty Dans le comté d'Orkney: burgh de Kirkwall Dans le comté de Ross: burghs de Dingwall et Tain Dans le comté de Sutherland: burgh de Dornoch | Wick District of Burghs               |

## Circonscriptions de comté
| Comté parlementaire     | Contenu nominal du comté parlementaire | Circonscription                    |
| ----------------------- | --- | ---------------------------------- |
| Aberdeen                | Comté d'Aberdeen Burghs exclus d'Aberdeen, Inverurie, Kintore, et Peterhead | Eastern Aberdeenshire              |
| Aberdeen                | Comté d'Aberdeen Burghs exclus d'Aberdeen, Inverurie, Kintore, et Peterhead | Western Aberdeenshire              |
| Argyll                  | Comté d'Argyll Burgh exclus d'Oban | Argyllshire                        |
| Ayr                     | Comté d'Ayr Burgh exclus d'Ayr, Irvine, et Kilmarnock | North Ayrshire                     |
| Ayr                     | Comté d'Ayr Burgh exclus d'Ayr, Irvine, et Kilmarnock | South Ayrshire                     |
| Banff                   | Comté de Banff Burgh exclus de Banff et Cullen | Banffshire                         |
| Berwick                 | Comté de Berwick | Berwickshire                       |
| Bute                    | Comté de Bute | Buteshire                          |
| Caithness               | Comté de Caithness Burgh exclus de Wick | Caithness                          |
| Clackmannan and Kinross | Comté de Clackmannan et Comté de Kinross | Clackmannanshire and Kinross-shire |
| Dumfries                | Comté de Dumfries Burgh exclus de Annan, Dumfries, Lochmaben, et Sanquhar | Dumfriesshire                      |
| Dumbarton               | Comté de Dumbarton Burgh exclus de Dumbarton | Dumbartonshire                     |
| Edinburgh               | Comté d'Edinburgh Burgh exclus de Edinburgh, Leith, Musselburgh, et Portobello | Edinburghshire                     |
| Elgin and Nairn         | Comté de Elgin et Comté de Nairn Burgh exclus de Elgin, Forres, et Nairn | Elginshire and Nairnshire          |
| Fife                    | Comté de Fife Burgh exclus de Anstruther Easter, Anstruther Wester, Burntisland, Crail, Culross, Dunfermline, Dysart, Inverkeithing, Kilrenny, Kinghorn, Kirkcaldy, et Pittenweem | East Fife                          |
| Fife                    | Comté de Fife Burgh exclus de Anstruther Easter, Anstruther Wester, Burntisland, Crail, Culross, Dunfermline, Dysart, Inverkeithing, Kilrenny, Kinghorn, Kirkcaldy, et Pittenweem | West Fife                          |
| Forfar                  | Comté de Forfar Burgh exclus de Arbroath, Brechin, Dundee, Forfar, et Montrose | Forfarshire                        |
| Haddington              | Comté de Haddington | Haddingtonshire                    |
| Inverness               | Comté d'Inverness Burgh exclus d'Inverness | Inverness-shire                    |
| Kirkcudbright           | Comté de Kirkcudbright Burgh exclus de Kirkcudbright et New Galloway | Kirkcudbrightshire                 |
| Kincardine              | Comté de Kincardine Burgh exclus de Inverbervie | Kincardineshire                    |
| Lanark                  | Comté de Lanark Burgh exclus de Airdrie, Glasgow, Govan, Lanark, Partick, Rutherglen, et Hamilton                                                                                 | Mid Lanarkshire                    |
| Lanark                  | Comté de Lanark Burgh exclus de Airdrie, Glasgow, Govan, Lanark, Partick, Rutherglen, et Hamilton                                                                                 | North East Lanarkshire             |
| Lanark                  | Comté de Lanark Burgh exclus de Airdrie, Glasgow, Govan, Lanark, Partick, Rutherglen, et Hamilton                                                                                 | North West Lanarkshire             |
| Lanark                  | Comté de Lanark Burgh exclus de Airdrie, Glasgow, Govan, Lanark, Partick, Rutherglen, et Hamilton                                                                                 | South Lanarkshire                  |
| Linlithgow              | Comté de Linlithgow Burghs exclus de Linlithgow et South Queensferry | Linlithgowshire                    |
| Orkney and Zetland      | Comté de Orkney et Comté de Zetland Burgh exclus de Kirkwall | Orkney and Zetland                 |
| Peebles and Selkirk     | Comté de Peebles et Comté de Selkirk Burghs exclus de Galashiels et Selkirk | Peebles and Selkirk                |
| Perth                   | Comté de Perth Burgh exclus de Perth | East Perthshire                    |
| Perth                   | Comté de Perth Burgh exclus de Perth | West Perthshire                    |
| Renfrew                 | Comté de Renfrew Burghs exclus de Paisley, Port Glasgow, et Renfrew | East Renfrewshire                  |
| Renfrew                 | Comté de Renfrew Burghs exclus de Paisley, Port Glasgow, et Renfrew | West Renfrewshire                  |
| Ross and Cromarty       | Comté de Ross et Comté de Cromarty Burghs exclus de Cromarty, Dingwall, Fortrose, et Tain                                                                                         | Ross and Cromarty                  |
| Roxburgh                | Comté de Roxburgh Burgh exclus de Hawick | Roxburghshire                      |
| Stirling                | Comté de Stirling Burghs exclus de Falkirk et Stirling | Stirlingshire                      |
| Sutherland              | Comté de Sutherland Burgh exclus de Dornoch | Sutherland                         |
| Wigtown                 | Comté de Wigtown | Wigtownshire                       |

## Circonscriptions universitaires
| Circonscription                       | Contenu                                  |
| ------------------------------------- | ---------------------------------------- |
| Edinburgh and St Andrews Universities | Universités d'Edinburgh et de St Andrews |
| Glasgow and Aberdeen Universities     | Universités de Glasgow et d'Aberdeen     |